# Circonscription de Konso
Pour les articles homonymes, voir Konso.
La circonscription de Konso est une des 121 circonscriptions législatives de l'État fédéré des nations, nationalités et peuples du Sud, elle se situe dans la Zone Gamo Gofa. Son représentant actuel est Gewado Aykado Gelebo.